# Estevan
Estevan – miasto leżące w południowo-wschodniej części prowincji Saskatchewan w Kanadzie, położone nad rzeką Souris.